# Boxit
BOXIT er en privatejet virksomhed, der beskæftiger sig med udlejning af depotrum og containere. Med sine cirka 13.800 depotrum samt 6.000 containere er firmaet Danmarks førende udbyder[kilde mangler] inden for sit felt. BOXIT har hovedsæde i Aalborg og ti afdelinger fordelt over Fyn og Jylland.

## Baggrund
Boxit blev stiftet i 2003. Containerafdelingen kom til i 2010, og henvender sig både til private og erhverv. Sortimentet er i dag udvidet til at omfatte både udlejning og salg af nye containere i størrelserne 10, 20 og 40 fod. Dertil kommer en del køle-/frysecontainere samt diverse specialcontainere - blandt andet sidedørscontainere og fyrværkericontainere. 

## Afdelinger
Åbning af de forskellige BOXIT-afdelinger:
- 2003 Aarhus V
- 2005 Odense M
- 2005 Aalborg Ø
- 2007 Nørresundby
- 2008 Esbjerg
- 2009 Kolding
- 2009 Aarhus N
- 2009 Odense C
- 2009 Hjørring
- 2011 Risskov
- 2019 Aalborg C